# Sporty bilardowe na Halowych Igrzyskach Azjatyckich 2007
Sporty bilardowe na Halowych Igrzyskach Azjatyckich 2007 w Makau zostały rozegrane w hali East Asian Games Dome 1 w dniach 27 października – 2 listopada. Tabelę medalową zawodów wygrali Chińczycy z dorobkiem czterech medali (w tym dwóch złotych krążków).  

## Mężczyźni
| Konkurencja                            |                                                         |                                              |                                                     |
| -------------------------------------- | ------------------------------------------------------- | -------------------------------------------- | --------------------------------------------------- |
| Karambol jednobandowy – gra pojedyncza | Dương Anh Vũ                                            | Nguyễn Sĩ Tường                              | Tadashi Machida                                     |
| Bilard angielski – gra pojedyncza      | Praprut Chaithanasakun                                  | Geet Sethi                                   | Peter Gilchrist                                     |
| Dziewiątka – gra pojedyncza            | Fu Jianbo                                               | Lương Chí Dũng                               | Jeong Young-hwa                                     |
| Snooker – gra pojedyncza               | Mohammed Shehab                                         | Ratchapol Pu-ob-orm                          | Xiao Guodong                                        |
| Snooker – drużynowo                    | Hongkong · Chan Wai Ki · Chan Kwok Ming · Fung Kwok Wai | Chiny · Xiao Guodong · Jin Long · Liu Chuang | Indie · Yasin Merchant · Alok Kumar · Manan Chandra |

## Kobiety
| Konkurencja                 |               |                     |                  |
| --------------------------- | ------------- | ------------------- | ---------------- |
| Ósemka – gra pojedyncza     | Tsai Pei-chen | Santhinee Jaisuekul | Chihiro Kawahara |
| Dziewiątka – gra pojedyncza | Chang Shu-han | Kim Ga-young        | Charlene Chai    |
| Snooker – gra pojedyncza    | Bi Zhuqing    | Santhinee Jaisuekul | Jaique Ip        |

## Tabela medalowa zawodów
| Poz.    | Państwo                      |   |   |   |    |
| ------- | ---------------------------- | - | - | - | -- |
| 1       | Chiny                        | 2 | 1 | 1 | 4  |
| 2       | Chińskie Tajpej              | 2 | 0 | 0 | 2  |
| 3       | Tajlandia                    | 1 | 3 | 0 | 4  |
| 4       | Wietnam                      | 1 | 2 | 0 | 3  |
| 5       | Hongkong                     | 1 | 0 | 1 | 2  |
| 6       | Zjednoczone Emiraty Arabskie | 1 | 0 | 0 | 1  |
| 7       | Indie                        | 0 | 1 | 1 | 2  |
| 7=      | Korea Południowa             | 0 | 1 | 1 | 2  |
| 9       | Japonia                      | 0 | 0 | 2 | 2  |
| 9=      | Singapur                     | 0 | 0 | 2 | 2  |
| Łącznie | Łącznie                      | 8 | 8 | 8 | 24 |